# Best of Me
«Best of Me» es una canción de la cantante y compositora estadounidense Alicia Keys. Fue escrita por Keys, Andrew Hale, Sade, Raphael Saadiq y Stuart Matthewman. Se lanzó en dos versiones, para la parte Originals del disco, producida únicamente por ella, y para el lado Unlocked, producida junto a Mike Will Made It, a través de RCA Records el 28 de octubre de 2021 como el segundo sencillo de su octavo álbum Keys.

## Antecedentes y lanzamiento
La cantante anunció la canción en las redes sociales el 28 de septiembre, publicando la portada del sencillo. En una entrevista con Entertainment Weekly, comentó que: «Ambas versiones tienen una energía similar, «Best of Me (Originals)» y «Best of Me (Unlocked)», pero cuando realmente te involucras, comienzas a escuchar los matices de cómo son diferentes y cómo hay tal vez un poco más de dulzura en Originals y un poco más de "Grrr" en el Unlocked». Además, en noviembre de 2021, lanzó una nueva versión de la canción para el EP Sweet Dreams.

## Composición
La canción contiene una parte de la canción «Cherish the Day» de Sade. Rap-Up describió la canción como un «ritmo de combustión lenta», mientras que Jon Pareles de The New York Times la describió como de «ritmo constante y diligente».

## Recepción crítica
Escribiendo para The New York Times, Pareles descubrió que «la pista es hipnótica y abierta, se desvanece en lugar de resolverse, como si pudiera seguir y seguir». En su reseña del álbum, Liam Inscoe-Jones de The Line of Best Fit describió la canción como «melancólica, que evoca una vibra helada a través de tambores propulsores y un lecho profundo de sintetizadores zumbantes; es simple, pero evoca un infierno de humor con ella». También comentó que la versión remix de la canción «cambia tan poco que tienes que entrecerrar los ojos para notar la diferencia».

## Presentaciones en vivo
Interpretó la canción en Mercedes-EQ Concert Experience en Mercedes-Benz Manhattan el 6 de noviembre de 2021. Keys interpretó la canción en Apollo Theatre para Sirius XM Small Stage Series. El 10 de diciembre, interpretó la canción en la Expo 2020 en Dubái, Emiratos Árabes Unidos. También la presentó en el programa Today el 14 de diciembre de 2021.

## Video musical
Keys lanzó un video musical para la versión original el 29 de octubre de 2021.

## Posicionamiento en las listas
| Listas (2021)                    | Mejor posición |
| -------------------------------- | -------------- |
| Estados Unidos (Adult R&B Songs) | 8              |

## Historial de lanzamiento
| País           | Fecha                  | Formato                      | Discográfica | Ref    |
| -------------- | ---------------------- | ---------------------------- | ------------ | ------ |
| Estados Unidos | 9 de noviembre de 2021 | Urban AC, Urban contemporary | RCA          | [ 14 ] |